# Linda G. Mills
Linda G. Mills es una trabajadora social y administradora académica estadounidense que se desempeña como la decimoséptima presidenta de la Universidad de Nueva York desde julio de 2023.

## Educación
Mills recibió una Licenciatura en Historia y Pensamiento Social de la Universidad de California en Irvine, en 1979. Recibió un Juris doctor de la Escuela de Derecho Hastings de la Universidad de California en 1983 y una Maestría en Trabajo Social de la Universidad Estatal de San Francisco en 1986. Recibió un Doctorado en Filosofía en Políticas de Salud en 1994 de la Universidad Brandeis, donde fue becaria Pew.
Fue admitida en el Colegio de Abogados de California en 1983 y se convirtió en trabajadora social clínica autorizada por primera vez en 1990.

## Carrera
De 1994 a 1998, Mills fue profesor en la Escuela de Derecho de UCLA y profesor asistente en la Escuela de Políticas Públicas e Investigación Social de UCLA. En 2002, fue nombrada Vicerrectora (y en 2006 Vicerrectora Senior) de Educación Universitaria y Vida Universitaria. Comenzó como vicerrectora y vicerrectora senior de programas globales y vida universitaria de la Universidad de Nueva York en 2012.
Mills se incorporó a la Universidad de Nueva York (NYU) como profesor asociado de trabajo social en 1999 y fue ascendido a profesor titular en 2001. Es profesora Lisa Ellen Goldberg de Trabajo Social, Políticas Públicas y Derecho, y se desempeña como Directora Ejecutiva del Centro sobre Violencia y Recuperación de la Universidad de Nueva York. Mills es el presidente designado de la Universidad de Nueva York. Sucedió a Andrew D. Hamilton el 1 de julio de 2023. Es la primera persona judía y la primera mujer en ocupar el cargo de presidenta de la Universidad.

### Investigación
Las principales áreas de enfoque académico de Mills son el trauma, los prejuicios y la violencia doméstica. Ha escrito artículos para publicaciones como Harvard Law Review, Cornell Law Review, Journal of Experimental Criminology y Nature: Human Behavior, entre otras. Sus libros han sido publicados por Princeton University Press, University of Michigan Press, Springer y Basic Books. Como cineasta, ha producido películas premiadas que debutaron en el Festival de Cine de Tribeca y el Festival de Cine Judío de Los Ángeles y se proyectaron en Abu Dhabi, Austria y Túnez, entre otros países. Of Many: Then and Now fue transmitido por ABC.